# シェフ (マペット)
スウェーデン・シェフ（Swedish Chef）はテレビ番組『マペット・ショー』に登場する料理人である。

## 概要
シェフはマペット・ショーのパイロット版『The Muppet Show: Sex and Violence』（1975年）でデビュー、スウェーデンの調理師である。それ以降はレギュラーやウェブ番組（『マペット大集合!』など）で様々な料理を作っている。いちおう英語らしき言語をしゃべっているが、なまりがひどくてほとんど聞き取れない。「Bork, bork, bork」（「Børk」と書かれることも多い。ただしスウェーデン語の正書法では「ø」は使用されない）が決まり文句。
シェフの声はジム・ヘンソンが1975年から1990年まで担当、1992年にはデヴィッド・ラッドマン、1996年以降はビル・バレッタが演じている。

## 日本語吹替
| 担当声優 | 担当作品                                         |
| -------- | ------------------------------------------------ |
| 滝口順平 | マペット・ショー                                 |
| 緒方賢一 | マペットの夢みるハリウッド（LD版）               |
| 不明     | マペットめざせブロードウェイ!（CBS/FOXビデオ版） |
| 不明     | マペットの宝島                                   |
| 不明     | マペットめざせブロードウェイ!（ソニー版）        |
| 落合弘治 | ザ・マペッツ                                     |
| 白熊寛嗣 | マペット・ベビー                                 |